# Martine Carol
Martine Carol Mirron (16 de maio de 1920 - 6 de fevereiro de 1967) foi uma atriz francesa.